# Star Wars: Il risveglio della Forza (romanzo)
Star Wars: Il risveglio della Forza (in inglese Star Wars: The Force Awakens) è il romanzo ufficiale del film omonimo del 2015. L'autore Alan Dean Foster ha scritto anche Star Wars: From the Adventures of Luke Skywalker, romanzo del film Guerre stellari. È stato pubblicato il 5 gennaio 2016.

## Storia editoriale
Shelly Shapiro di Del Rey Books ha chiesto ad Alan Dean Foster di scrivere il romanzo, a cui è stata data la sceneggiatura del film, insieme a fotografie di scena del film e dei personaggi.
Per evitare spoiler causati dal libro prima del rilascio del film nei cinema, l'uscita dell'edizione cartonata è stata ritardata al 5 gennaio 2016. La versione "e-book" è stato rilasciata il 18 dicembre 2015. Il libro è stato al 1º posto dei best seller del New York Times.

## Differenze tra il romanzo e il film
Il romanzo include scene e dialoghi aggiuntivi:
- Un prologo con un estratto di un diario immaginario, già presente nel romanzo del primo film scritto da Foster.
- All'inizio del romanzo, il generale Organa rivela l'origine delle principali fazioni del film: la Resistenza, la Nuova Repubblica e il Primo Ordine.
- Una scena rivela come Poe Dameron fugge dalla caccia TIE che si è schiantato su Jakku.
- In un'altra scena Rey e Chewbecca incontrano Unkar Plutt su Takodana.

Per quanto riguarda l'adattamento italiano, come per il film anche nel romanzo i nomi storici dei personaggi sono stati rimpiazzati da quelli originali.